# Kurt Georg Kiesinger
Kurt Georg Kiesinger (Ebingen, 6 april 1904 – Tübingen, 9 maart 1988) was een Duits politicus van de CDU en jurist en bondskanselier van Duitsland van 1966 tot 1969.
Kiesinger volgde een opleiding tot advocaat te Berlijn en oefende dat beroep vervolgens ook uit. In 1933 werd hij lid van de NSDAP. Vanaf 1940 werkte hij bij de radio op de propaganda-afdeling van het ministerie van Buitenlandse Zaken van het naziregime van Adolf Hitler. Na de oorlog zat hij verscheidene maanden in het kamp Ludwigsburg alvorens te worden vrijgesproken door de denazificatierechtbank.

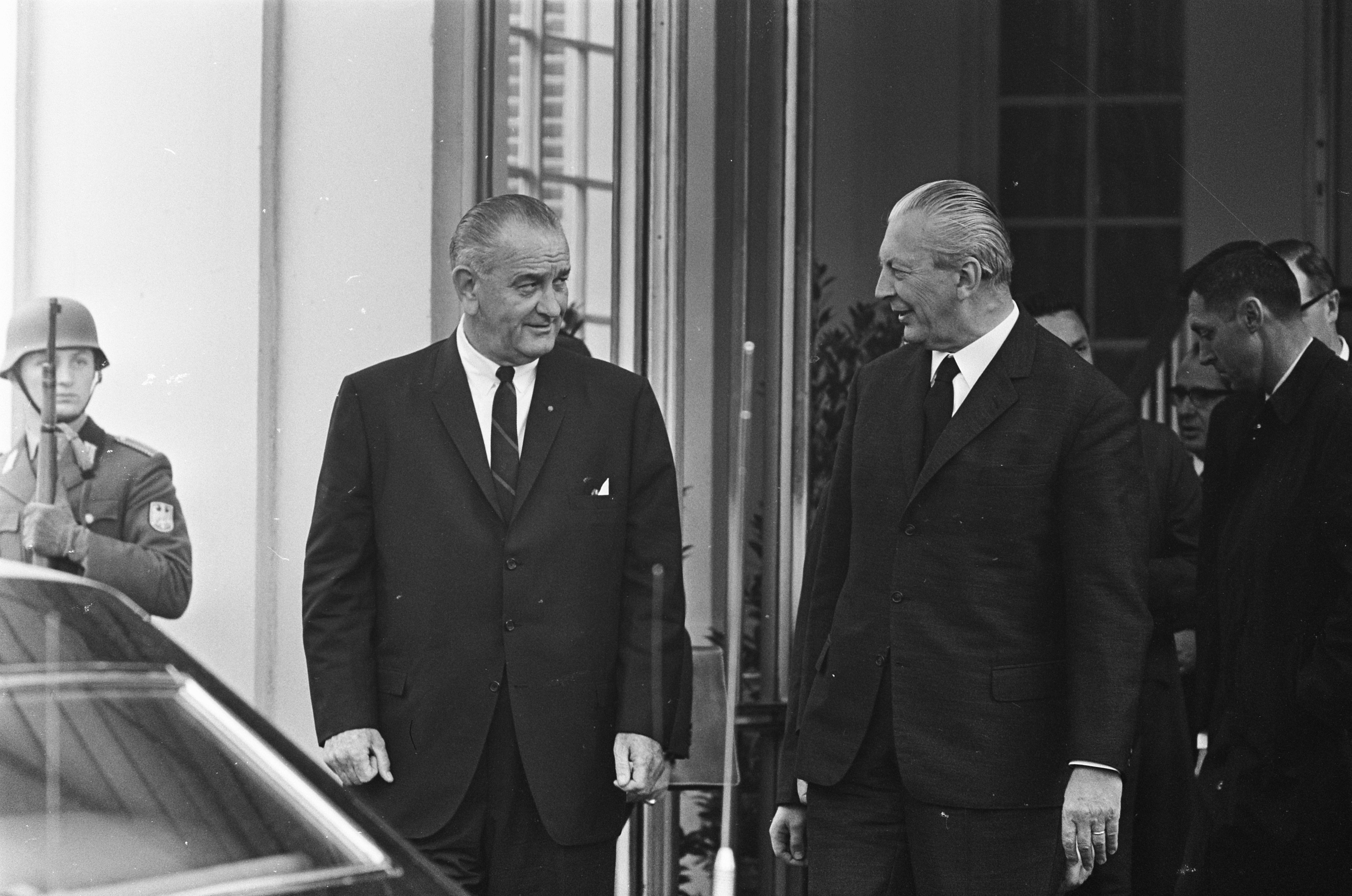
President van de Verenigde Staten Lyndon B. Johnson en bondskanselier Kurt Georg Kiesinger tijdens een bijeenkomst in Bonn op 24 april 1967.

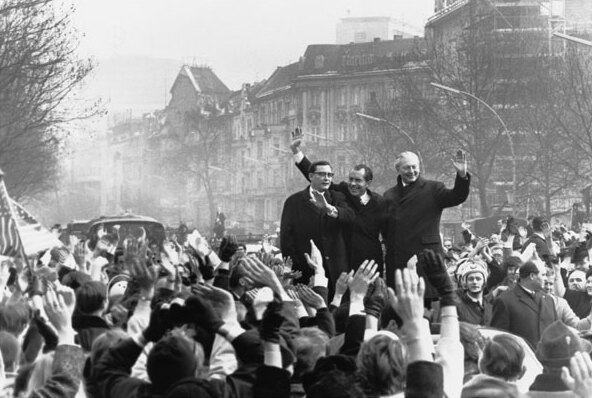
Regerend burgemeester van West-Berlijn Klaus Schütz, president van de Verenigde Staten Richard Nixon en bondskanselier Kurt Georg Kiesinger tijdens een bijeenkomst in West-Berlijn op 27 februari 1969.

Tijdens de eerste verkiezingen in de Bondsrepubliek Duitsland (1949) trad Kiesinger tot de Christelijk-Democratische Unie (CDU) en kreeg hij een zetel in de Bondsdag. In 1951 werd hij lid van de uitvoerende raad van de CDU. Vanaf 1958 was hij minister-president van de deelstaat Baden-Württemberg.
Op 1 december 1966, na het uiteenvallen van de toen bestaande coalitie CDU/CSU-FDP, werd Kiesinger verkozen om als kanselier Ludwig Erhard te vervangen, als hoofd van de nieuwe alliantie CDU/CSU-SPD. De regering die door Kiesinger werd gevormd bleef bijna drie jaar zitten. Kiesinger werd met 71,9% van de stemmen tot kanselier verkozen. Hiermee kreeg hij duidelijk minder stemmen dan het aantal waarover de coalitie beschikte in de bondsdag. Een aantal sociaaldemocratische parlementsleden weigerde voor hem te stemmen onder meer vanwege zijn NSDAP-lidmaatschap. Een document uit het Spiegel-archief echter toonde aan dat Kiesinger door de nationaalsocialistische autoriteiten in politiek opzicht niet betrouwbaar werd gevonden.
Kiesinger verminderde in zijn periode de spanningen met het Oostblok en wist zekere diplomatieke relaties met Tsjecho-Slowakije, Roemenië en Joegoslavië tot stand te laten komen, maar hij verzette zich tegen een de facto erkenning van de DDR, anders dan na hem Willy Brandt, de minister van buitenlandse zaken. In de tijd van Kiesingers regering werden sommige lang omstreden wetsontwerpen gerealiseerd zoals de zogenaamde Notstandsgesetze.
In 1968 sloeg de activiste Beate Klarsfeld hem tijdens de partijbijeenkomst van de CDU in het gezicht en noemde hem een nazi, tijdens zijn functie op de nazi propaganda afdeling vanaf 1940 was hij precies op de hoogte van acties van het regime zoals de kampen.
Kiesinger werd als kanselier in 1969 opgevolgd door Willy Brandt. Hij bleef voor CDU/CSU tot juli 1971 de oppositie leiden en bleef lid van de Bondsdag tot 1980.
- Bibsys: 90134268
- Biblioteca Nacional de Chile: 000036759
- Bibliothèque nationale de France: cb12029534q (data)
- Catàleg d'autoritats de noms i títols de Catalunya: 981058509396706706
- CiNii: DA03881388
- Gemeinsame Normdatei: 118562053
- International Standard Name Identifier: 0000 0000 8176 7043
- Library of Congress Control Number: n50063923
- National Archives and Records Administration: 10581862
- Nationale Bibliotheek van Tsjechië: xx0212789
- Nationale Bibliotheek van Israël: 987007313989305171
- Nationale Bibliotheek van Polen: a0000002771915
- Nederlandse Thesaurus van Auteursnamen: 068431880
- Istituto Centrale per il Catalogo Unico: UFIV161482
- LIBRIS: 193463
- SNAC: w6md1sdt
- Système universitaire de documentation: 028464532
- Virtual International Authority File: 110689328
- WorldCat: E39PBJv8HbbcQcGJqQVDhf7JXd

Adenauer (1949–1963) ·
Erhard (1963–1966) ·
Kiesinger (1966–1969) ·
Brandt (1969–1974) ·
Scheel (1974) ·
Schmidt (1974–1982) · 
Kohl (1982–1998) ·
Schröder (1998–2005) ·
Merkel (2005–2021) ·
Scholz (2021–heden)